# F.E.A.R. 2: Project Origin
F.E.A.R. 2: Project Origin är ett datorspel från 2009 utvecklat av Monolith Productions och utgivet av WB Games. Spelet är uppföljare till skräckactionspelet F.E.A.R. från 2005. Handlingen börjar alldeles innan det första spelets slut, då Point Man spränger Origin Facility. Spelaren antar rollen som Michael Becket, som tillsammans med sitt Delta Force-team skickas för att ta in Armachams president Genevieve Aristide till skyddshäkte, men väl framme vid byggnaden där Aristide befinner sig börjar underliga saker att hända; Becket upplever kusliga syner där en liten flicka i röd klänning dyker upp ur tomma intet och hela världen tycks förvridas. Innan han hunnit undersöka vad det är för barn han ser, sprängs Origin Facility och Becket slås medvetslös av tryckvågen.

### Fotnoter
1. ↑  Ocampo, Jason (8 september 2008). ”Project Origin is Now F.E.A.R. 2”. IGN. Arkiverad från originalet den 7 december 2011. https://web.archive.org/web/20111207055216/http://pc.ign.com/articles/908/908390p1.html. Läst 8 september 2008.
2. ↑  ”F.E.A.R. 2 release dates”. Gaming Today. Arkiverad från originalet den 11 september 2008. https://web.archive.org/web/20080911062046/http://news.filefront.com/project-origin-to-forever-be-known-as-fear-2-project-origin-thankfully/. Läst 14 september 2008.
3. ↑  ”F.E.A.R. 2: Project Origin - PC Game”. Arkiverad från originalet den 23 januari 2009. https://web.archive.org/web/20090123234947/http://www.atomicmpc.com.au/Review/134830,fear-2-project-origin.aspx. Läst 27 januari 2009.
4. ↑  läs online, cdaction.pl , läst: 4 februari 2025.[källa från Wikidata]